# Środek inicjujący
Środek inicjujący - elementy amunicji służące do inicjowania (zapoczątkowania) reakcji wybuchowej (zapalania lub powodowania detonacji) materiałów wybuchowych (kruszących), prochów i mas pirotechnicznych. Same ulegają reakcji wybuchowej lub zapaleniu pod wpływem prostych impulsów mechanicznych, cieplnych, elektrycznych (uderzenie, tarcie, nakłucie, iskra elektryczna, rozgrzany przepływem prądu przewodnik). Zalicza się do nich w szczególności spłonki (zapalające i pobudzające), zapłonniki (mechaniczne i elektryczne), elektrodetonatory, lonty (wolnopalne, detonujące) itp.